# Charles Murray (statsvetare)
Charles Alan Murray, född 8 januari 1943 i Newton, Iowa, är en amerikansk politisk författare, statsvetare och krönikör med libertariansk profil. Han arbetar på American Enterprise Institute som är en konservativ tankesmedja i Washington, DC. Murray tog 1965 en bachelorexamen i historia vid Harvarduniversitetet och 1974 en doktorsexamen i statsvetenskap från Massachusetts Institute of Technology.
Murrays första kända bok var Losing Ground: American Social Policy, 1950-1980, som handlar om välfärdsstatens effektivitet i USA under perioden 1950 till 1980. Senare har han blivit mest uppmärksammad för sin kontroversiella bok The Bell Curve som han skrev tillsammans med Richard Herrnstein år 1994. Boken behandlar bland annat ämnet ras och intelligens och byggde många av sina referenser på förespråkare för rashygien, vars forskning blivit finansierad av vit makt-stiftelsen Pioneer Fund. När den publicerades mötte den hård kritik, bland annat avfärdades den som vetenskaplig rasism, medan andra tog den i försvar.

### Fotnoter
1. ↑  Aaron Swartz, Open Library, Open Library-ID: OL75671A, läst: 10 maj 2025.[källa från Wikidata]
2. ↑  läs online, timerime.com .[källa från Wikidata]
3. ↑  läs online, www.deseretnews.com  .[källa från Wikidata]
4. ↑  läs online, www.telegraph.co.uk .[källa från Wikidata]
5. ↑  läs online, www.telegraph.co.uk .[källa från Wikidata]
6. ↑  läs online, www.telegraph.co.uk .[källa från Wikidata]
7. 1 2 3 4  läs online, www.aei.org .[källa från Wikidata]
8. ↑  läs online, www.bradleyfdn.org .[källa från Wikidata]
9. ↑  Charles Murray, American Enterprise Institute, läst 2015-09-10
10. ↑  Rosenthal, S. J. (1995). The Pioneer Fund: PROD. The American Behavioral Scientist, 39(1), 44.  [inloggning kan krävas]
11. ↑  Christopher R. Brand; Denis Constales (2003). ”Why ignore the g factor? – Historical considerations”. i Nyborg, Helmuth. The Scientific Study of General Intelligence: Tribute to Arthur Jensen. Pergamon. Sid. 505. ISBN 978-0080437934. Läst 9 mars 2021.  ”Herrnstein and Murray were swiftly and widely denounced as 'attempting to revive scientific racism'”
12. ↑  Jerry Phillips (2002). ”Richard Price and the Ordeal of the Post-Modern City”. i Strickland, Ronald. Growing Up Postmodern: Neoliberalism and the War on the Young. Rowman and Littlefield. Sid. 61. ISBN 978-0742516519. Läst 16 september 2017.
13. ↑  Purpel, David E.; Shapiro, H. A. (2005). Critical Social Issues in American Education: Democracy and Meaning in a Globalizing World. Hillsdale, N.J: L. Erlbaum Associates. Sid. 228. ISBN 080584452X. https://archive.org/details/criticalsocialis00shap.
14. ↑  Dennis, Rutledge M. "Social Darwinism, Scientific Racism, and the Metaphysics of Race". The Journal of Negro Education 64, no. 3 (1995): 243–252. doi:10.2307/2967206.